# L'Oncle Charles
Pour plus de détails, voir Fiche technique et Distribution.
L'Oncle Charles est un film français réalisé par Étienne Chatiliez, sorti en 2012.

## Synopsis
En Nouvelle-Zélande, Charles Doumeng, un riche homme d’affaires français, apprend qu’il est atteint d’une maladie incurable et qu'il n'a plus que quelques semaines à vivre. Sexagénaire, sans famille ni héritier, il se met à la recherche de sa sœur Louise, qu’il n’a pas revue depuis cinquante ans et qui vit dans l'ouest de la France.
À Mauprivez, près de Nantes, Corinne, 35 ans, clerc de notaire ayant un gros besoin d’argent, tombe sur l’annonce que Charles a écrite pour retrouver sa sœur, et dont la récompense est énorme. Elle part à la recherche de la sœur de Charles, sans succès. Elle décide alors, aidée de son entourage, de lui « composer » une famille.
La supercherie fonctionne : à l’autre bout du monde, Charles est heureux d’avoir retrouvé sa famille. Mais bien vite, Charles apprend une surprenante nouvelle : il a eu un diagnostic erroné, il n’a en fait jamais été malade. 
Fou de joie, il décide de venir en France pour rencontrer sa nouvelle famille.
C'est le début des ennuis.

## Fiche technique
- Réalisation : Étienne Chatiliez
- Scénario : Florence Quentin et Étienne Chatiliez
- Photographie : Yves Angelo
- Montage : Catherine Renault
- Décors : Stéphane Makedonsky
- Costumes : Edith Vesperini
- Casting : Pierre-Jacques Bénichou
- Direction artistique : Chloé Cambournac
- Décors : Valérie Chemain
- Musique : Jean-Michel Bernard
- Supervision musicale : Elise Luguern
- Pays de production :  France
- Sociétés de production : Les Productions du Champ Poirier, Pathé, TF1 Films Production, Canal+, Ciné+
- Société de distribution : Pathé Distribution
- Budget : 11 320 000 euros[1]
- Format : couleur - 1.85:1
- Langue : français
- Genre : comédie
- Durée : 98 minutes
- Dates de sortie :
  - France : 21 mars 2012

## Distribution
- Eddy Mitchell : Charles
- Alexandra Lamy : Louise
- Valérie Bonneton : Corinne
- Arnaud Ducret : José
- Sophie de Fürst : Élodie
- Thomas Solivérès : Kévin
- Lévanah Solomon : Romy
- Raphaëline Goupilleau : Léonie, la voisine de Louise
- Patrick Bouchitey : Pierre, le voisin de Louise
- Lawrence Makoare : Ratu
- Jacqueline Jehanneuf : Sœur Marie-Josèphe
- Florence Quentin : Louise Radiguet
- François Perrin : Monsieur Maxime
- Brigitte Lo Cicero : l'employée de l'étude
- Ludovic Pinette : le concierge du lycée
- François Legrand : le patron du bar
- Sébastien Floche : Monsieur Blandier
- Joe Sheridan : Docteur Duncan

## Production
Le film a été tourné à l'automne 2011, dans le sud-ouest du département de la Loire-Atlantique où se déroule le film, notamment :
- à Machecoul : parking du Super U (Espace commercial des Prises)[2].
- à Touvois : abords de la forêt de Touvois, dans le village de la Guerbillère et route de la Rambaudière.

D'autres scènes ont été tournées :
- à Challans : intérieur du bar Le Marais, lycée Couzinet, salle de sports Michel-Vrignaud convertie en piscine et Château de la Vérie[3].
- à Sallertaine : parking du cimetière, la rue du Pélican, l’entrée de la rue du Perrier et la Guillote[4].
- à Saint-Nazaire (port) et à Talmont-Saint-Hilaire[5].

## Accueil
- Box-office France : 295 669 entrées